# Palmia praecedens
Palmia praecedens är en fjärilsart som beskrevs av Edwards 1883. Palmia praecedens ingår i släktet Palmia och familjen glasvingar. Inga underarter finns listade i Catalogue of Life.